# Retecool.com
Retecool is een weblog/webmagazine en bestaat sinds mei 2000. De initiator van het project is Hubert Roth (alias Reet). Retecool begon als kleinschalig linkdump, maar staat sindsdien bekend als een van de grootste weblogs van Nederland. Naar eigen zeggen wordt het weblog vooral bezocht door publiek tussen de 24 en 44 jaar oud.
Sinds 2006 heeft Retecool naar eigen zeggen tienduizenden bezoekers per dag en bestaat zij uit meer dan alleen linkdumpen. Op Luister wordt de allernieuwste en als het even kan meest obscure muziek verkrijgbaar, beschreven. Bij Urban Desing [sic] worden foto’s en afbeeldingen geplaatst van opmerkelijke grafische vormgeving die we in het dagelijks leven tegenkomen.
In december 2006 werd Retecool met ruim 30% van de stemmen verkozen tot beste weblog van Europa (buiten het Verenigd Koninkrijk). In november 2007 prolongeerde de website deze titel.

## Uitgelichte kwesties

### 2005: Televisiezender Talpa
In juli 2005 haalde Retecool de landelijke pers doordat in de vaste rubriek "Foto Fuck Vrijdag" (verwijzend naar het "Fucken" (klooien) met Photoshop) gevraagd werd om bewerkte foto's in te sturen met de nieuwe televisiezender Talpa als onderwerp. Woordvoerder Maarten van Rooijen sprak tegen De Telegraaf: "Soms is het wel grappig, maar er zitten ook verwijzingen naar terrorisme en Holocaust in. Daarmee willen wij beslist niet geassocieerd worden." De formulering van de juristen van Talpa stootte Gaykrant tegen de borst. Talpa eiste van Retecool dat de foto's binnen 24 uur van de website moesten verdwijnen, waartoe Retecool uiteindelijk besloot.

### 2009: Creationisme-debat
Retecool kwam nationaal in de aandacht te staan toen een van haar redactieleden, een blogger onder pseudoniem Bas Taart, in februari 2009 het initiatief nam om de creationistische beweging rond Urker gelovigen Kees van Helden en Jan Rein de Wit tegenwoord te bieden. Retecool.com riep bij monde van Taart op de door Van Helden verspreide folder over creationisme en evolutietheorie die huis-aan-huis verspreid werd terug te sturen, en startte daarvoor de actie Terug Naar je Maker. Andere weblogs waaronder GeenStijl, Sargasso en GeenCommentaar sloten zich snel bij dit initiatief aan. Bas Taart verscheen vervolgens herhaaldelijk in de landelijke media om met de creationisten in debat te gaan, onder meer in uitzendingen van Netwerk en Rondom Tien.

### 2011: Automatische nep-reacties op de website van De Telegraaf
Retecool citeerde regelmatig bizarre reacties van lezers op de Telegraafsite. Omdat die vaak erg voorspelbaar waren werd software geschreven die artikelen en reacties in de Telegraaf analyseerde en op basis daarvan zelf reacties kon samenstellen. Dat dit proces geen vlekkeloos Nederlands opleverde was geen bezwaar. Hoewel de zichzelf inregelende software zich ontpopte als rechtse onderbuiker kwamen de meeste reacties door de beoordeling van de Telegraaf.